# Jamie Saft
Jamie Saft (1971) es un tecladista y multinstrumentista, compositor, ingeniero de sonido y productor que vive en Upstate Nueva York. Saft nació en Flushing Queens, Nueva York en 1971 y se graduó en la Universidad Tufts y en el Conservatorio de música de Nueva Inglaterra. Ha interpretado y grabado con John Zorn, Bobby Previte, Merzbow y muchos otros. También ha escrito varias bandas sonoras para películas que incluyen Murderball y God Grew Tired of Us. Saft suele interpretar música en vivo en Bobby Previte, Jamie Saft, Skerik - Live in Japan 2003 (DVD - Word Public). En 2006 él también participó en el álbum de Bobby Previte The Coalition of the Willing. Los proyectos de Saft han incluyen el Jamie Saft Trio con Ben Perowsky y Greg Cohen, el New Zion Trio con Larry Granadero y Craig Santiago, y The New Standard con Steve Trago y Bobby Previte.
Jamie está casado con Vanessa Hodge, con quien también mantiene colaboraciones musicales como en el disco Sunshine Seas, y en otros del sello Tzadik.

## Discografía
- Ragged Jack (Avant, 1997)
- Sovlanut (Tzadik, 2000)
- Breadcrumb Sins (Tzadik, 2002)
- The Only Juan (Love Slave, 2002)
- Astaroth: Book of Angels Volume 1 (Tzadik, 2005) con composiciones de John Zorn
- Trouble: The Jamie Saft Trio Plays Bob Dylan (Tzadik, 2006)
- Merzdub (Caminante, 2006) con Merzbow
- Black Shabbis (Tzadik, 2009)
- A Bag of Shells (Tzadik, 2010)
- Borscht Belt Studies (Tzadik, 2011)
- Fight Against Babylon (Veal, 2011)
- Chaliwa (Veal, 2013) con New Zion Trio
- The New Standard (RareNoise, 2014) con Steve Swallow y Bobby Previte
- Red Hill (RareNoise, 2014) con Wadada Leo Smith, Joe Morris y Balázs Pándi
- Ticonderoga (Clean Feed, 2015) con Joe McPhee, Joe Morris y Charles Downs
- Strength & Power (RareNoise, 2016) con Roswell Rudd, Trevor Dunn y Balázs Pándi
- Serenity Knolls (RareNoise, 2017) con Bill Brovold
- Loneliness Road (RareNoise, 2017) con Steve Swallow, Bobby Previte e Iggy Pop[3]

### Con Slobber Pup
- Black Aces (RareNoise, 2013)
- Pole Axe (RareNoise, 2016)

### ConJohn Zorn
- Taboo & Exile (Tzadik, 1999)
- Filmworks IX: Trembling Before G-d (Tzadik, 2000)
- Filmworks X: In the Mirror of Maya Deren (Tzadik, 2001)
- The Gift (Tzadik, 2001)
- Cobra: John Zorn's Game Pieces Volume 2 (Tzadik, 2002)
- Filmworks XI: Secret Lives (Tzadik, 2002)
- Filmworks XII: Three Documentaries (Tzadik 2002)
- IAO (Tzadik, 2002)
- Voices in the Wilderness (Tzadik, 2003)
- The Unknown Masada (Tzadik, 2003)
- Filmworks XVI: Workingman's Death (Tzadik, 2005)

Con The Dreamers
- The Dreamers (Tzadik, 2008)
- O'o (Tzadik, 2009)
- Ipos: Book of Angels Volume 14 (Tzadik, 2010)
- A Dreamers Christmas (Tzadik, 2011)
- Pellucidar: A Dreamers Fantabula (Tzadik, 2015)

Con Electric Masada
- 50th Birthday Celebration Volume 4 (Tzadik, 2004)
- Electric Masada: At the Mountains of Madness (Tzadik, 2005)

Con Ben Goldberg
- Baal: Book of Angels Volume 15 (Tzadik, 2010)

Con Moonchild
- Six Litanies for Heliogabalus (Tzadik, 2007)

### Como colaborador
Con Cyro Baptista
- Beat the Donkey (Tzadik, 2002)
- Love the Donkey (Tzadik, 2005)

Con Dave Douglas
- Freak In (RCA, 2003)
- Keystone (Greenleaf, 2005)

Con Bobby Previte
- Too Close to the Pole (Enja, 1996)
- The Coalition of the Willing (Ropeadope, 2006)

Con Wadada Leo Smith
- Lake Biwa (Tzadik, 2004)